# 仓桥直街
仓桥直街为位于中华人民共和国浙江省绍兴市越城区府山东南侧的一条南北向街道，属越子城历史文化街区，全长1.5公里，南北分别至鲁迅西路和胜利西路，西侧与环山河并行，河上自北而南依次架有仓桥、龙门桥、宝珠桥、府桥、石门桥、酒务桥、西观桥、凰仪桥等石桥。街道两侧建筑以建于清末民初的绍兴水乡传统民居为主，含各式台门43个，2003年其街区保护曾获得联合国教科文组织亚太地区遗产保护优秀奖。

## 主要历史建筑
- 绍兴市文物保护单位：宝珠桥（明代，仓桥直街北端）
- 绍兴市文物保护点：冯家台门（民国，仓桥直街113号）、静修庵（清代，仓桥直街170号）、凰仪桥（南宋，仓桥直街与鲁迅西路交叉口）

## 图集
- 环山河及沿河民居
- 恒济典当，位于仓桥直街与人民西路交叉口
- 青石板路，自恒济典当处向北看
- 冯家台门大门
- 冯家台门院内
- 静修庵
- 凰仪桥